# Brighton & Hove Albion Women Football Club 2021-2022
Questa voce raccoglie le informazioni riguardanti il Brighton & Hove Albion Women Football Club nelle competizioni ufficiali della stagione 2021-2022.

## Stagione
Il campionato di FA Women's Super League, il quarto consecutivo della società in massima serie, è stato concluso al settimo posto con 26 punti conquistati in 22 giornate, frutto di 8 vittorie, 2 pareggi e 12 sconfitte. In FA Women's Cup la squadra è stata subito eliminata al quarto turno, dopo aver perso 2-3 dal Reading. In FA Women's League Cup la squadra non ha superato la fase a gruppi, avendo concluso in terza posizione.

## Maglie e sponsor
Le tenute di gioco solo le stesse adottate dal Brighton maschile.
| Casa | Trasferta | Terza divisa |

## Rosa
Rosa e numeri di maglia come da sito societario.
| N. |                          | Ruolo | Calciatrice                |
| -- | ------------------------ | ----- | -------------------------- |
| 1  | Irlanda (bandiera)       | P     | Megan Walsh                |
| 2  | Finlandia (bandiera)     | D     | Emma Koivisto              |
| 3  | Inghilterra (bandiera)   | D     | Felicity Gibbons           |
| 4  | Inghilterra (bandiera)   | C     | Danielle Bowman (capitano) |
| 5  | Paesi Bassi (bandiera)   | D     | Danique Kerkdijk           |
| 6  | Inghilterra (bandiera)   | D     | Maya Le Tissier            |
| 7  | Inghilterra (bandiera)   | A     | Aileen Whelan              |
| 8  | Irlanda (bandiera)       | C     | Megan Connolly             |
| 9  | Corea del Sud (bandiera) | A     | Lee Geum-min               |
| 10 | Paesi Bassi (bandiera)   | C     | Inessa Kaagman             |
| 11 | Nigeria (bandiera)       | C     | Rinsola Babajide           |
| 12 | Inghilterra (bandiera)   | C     | Libby Bance                |
| 13 | Inghilterra (bandiera)   | P     | Fran Stenson               |

| N. |                        | Ruolo | Calciatrice         |
| -- | ---------------------- | ----- | ------------------- |
| 15 | Galles (bandiera)      | A     | Kayleigh Green      |
| 16 | Inghilterra (bandiera) | A     | Ellie Brazil        |
| 17 | Svezia (bandiera)      | D     | Emma Kullberg       |
| 18 | Inghilterra (bandiera) | A     | Danielle Carter     |
| 19 | Inghilterra (bandiera) | C     | Emily Simpkins      |
| 20 | Inghilterra (bandiera) | D     | Victoria Williams   |
| 21 | Svezia (bandiera)      | C     | Julia Zigiotti Olme |
| 22 | Inghilterra (bandiera) | C     | Katie Robinson      |
| 24 | Inghilterra (bandiera) | C     | Maisie Symonds      |
| 25 | Inghilterra (bandiera) | P     | Francis Angel       |
| 29 | Inghilterra (bandiera) | C     | Faith Nokuthula     |
| 34 | Belgio (bandiera)      | C     | Léa Cordier         |
| 40 | Inghilterra (bandiera) | P     | Katie Startup       |

## Calciomercato

### Sessione estiva
| Acquisti | Acquisti         | Acquisti          | Acquisti      |
| R.       | Nome             | da                | Modalità      |
| -------- | ---------------- | ----------------- | ------------- |
| P        | Laura Hartley    | Lewes             | fine prestito |
| P        | Katie Startup    | Charlton Athletic | fine prestito |
| P        | Fran Stenson     | Arsenal           | in prestito   |
| D        | Ellie Hack       | Lewes             | fine prestito |
| D        | Laura Rafferty   | Bristol City      | fine prestito |
| D        | Bethan Roe       | Charlton Athletic | fine prestito |
| C        | Rinsola Babajide | Liverpool         | in prestito   |
| C        | Kirsty Barton    | Crystal Palace    | fine prestito |
| A        | Danielle Carter  | Reading           | [ 14 ]        |
| A        | Lee Geum-min     | Manchester City   | [ 15 ]        |

| Cessioni | Cessioni             | Cessioni              | Cessioni    |
| R.       | Nome                 | a                     | Modalità    |
| -------- | -------------------- | --------------------- | ----------- |
| P        | Cecilie Fiskerstrand | LSK Kvinner           | [ 16 ]      |
| P        | Katie Startup        | Liverpool             | in prestito |
| D        | Ellie Hack           | Lewes                 | [ 17 ]      |
| D        | Laura Rafferty       | Southampton           | [ 16 ]      |
| D        | Bethan Roe           | Charlton Athletic     | [ 16 ]      |
| D        | Rebekah Stott        | Melbourne City        | [ 16 ]      |
| C        | Kirsty Barton        | Crystal Palace        | [ 16 ]      |
| C        | Jodie Brett          |                       | ritirata    |
| C        | Nora Heroum          | Lazio                 | [ 16 ]      |
| C        | Hollie Olding        | Charlton Athletic     | [ 16 ]      |
| A        | Rianna Jarrett       | London City Lionesses | [ 16 ]      |

### Sessione invernale
| Acquisti | Acquisti            | Acquisti  | Acquisti      |
| R.       | Nome                | da        | Modalità      |
| -------- | ------------------- | --------- | ------------- |
| P        | Katie Startup       | Liverpool | fine prestito |
| D        | Emma Kullberg       | Häcken    | [ 18 ]        |
| C        | Julia Zigiotti Olme | Häcken    | [ 18 ]        |

| Cessioni | Cessioni         | Cessioni          | Cessioni      |
| R.       | Nome             | a                 | Modalità      |
| -------- | ---------------- | ----------------- | ------------- |
| D        | Juliet Adebowale | Watford           | [ 19 ]        |
| C        | Rinsola Babajide | Liverpool         | fine prestito |
| C        | Katie Robinson   | Charlton Athletic | [ 20 ]        |

## Risultati

### FA Women's Super League

#### Girone di andata
| Arbitro: | Heaslip |

|                            |           |  |
| Kaagman 33’ (rig.) Lee 41’ | Marcatori |  |

| Arbitro: | May |

|  |           |                                                                    |
|  | Marcatori | 2’ Williams 45+1’ (rig.) Kaagman 50’ Carter 58’ Koivisto 70’ Green |

| Arbitro: | Benn |

|  |           |             |
|  | Marcatori | 48’ Gielnik |

| Arbitro: | Fearn |

|                                |           |            |
| Reiten 9’ Kerr 38’ England 80’ | Marcatori | 48’ Carter |

| Arbitro: | Dowle |

|                         |           |            |
| Lee 37’ V. Williams 86’ | Marcatori | 88’ Graham |

| Arbitro: | May |

|  |           |            |
|  | Marcatori | 61’ Whelan |

| Arbitro: | Benn |

|               |           |  |
| Symonds 90+3’ | Marcatori |  |

| Arbitro: | Conley |

|                      |           |  |
| Dowie 3’ Harries 86’ | Marcatori |  |

| Arbitro: | Byrne |

|  |           |                         |
|  | Marcatori | 45+1’ Ladd 69’ Bøe Risa |

| Arbitro: | Dowle |

|                      |           |              |
| Miedema 55’ Mead 60’ | Marcatori | 15’ Koivisto |

| Arbitro: | Heaslip |

|  |           |                                                                         |
|  | Marcatori | 48’ (aut.) Williams 50’ Hemp 51’ Stanway 55’ Coombs 73’ Raso 76’ Losada |

#### Girone di ritorno
| Arbitro: | Byrne |

|             |           |  |
| O'Brien 54’ | Marcatori |  |

| Crawley 23 gennaio 2022, ore 12:30 UTC+0 13ª giornata | Brighton & Hove | 0 – 0 referto | Chelsea | Broadfield Stadium\| Arbitro: \| Dowle \| |
| Arbitro:                                              | Dowle           |               |         |                                           |

| Arbitro: | Impey |

|                                         |           |  |
| Simon 12’, 63’ Neville 57’ Zadorsky 62’ | Marcatori |  |

| Arbitro: | Brook |

|                                        |           |              |
| Green 20’, 52’ Whelan 61’ Koivisto 68’ | Marcatori | 88’ Eikeland |

| Arbitro: | Saunders |

|  |           |                |
|  | Marcatori | 28’ Le Tissier |

| Arbitro: | Reeves |

|  |           |                                |
|  | Marcatori | 27’, 41’ Blackstenius 34’ Mead |

| Arbitro: | Howard |

|  |           |                       |
|  | Marcatori | 3’ Whelan 81’ Kaagman |

| Arbitro: | Byrne |

|            |           |  |
| Galton 68’ | Marcatori |  |

| Arbitro: | Simms |

|                   |           |                             |
| Zigiotti Olme 84’ | Marcatori | 9’ Sarri 75’, 88’ Lo. Quinn |

| Arbitro: | Fearn |

|                                                        |           |                                      |
| Shaw 3’, 12’, 57’, 61’ Weir 16’ Greenwood 68’ Hemp 69’ | Marcatori | 21’ (rig.) Kaagman 45’ Zigiotti Olme |

| Arbitro: | Saunders |

|            |           |             |
| Whelan 52’ | Marcatori | 45+1’ Björn |

### FA Women's Cup
| Arbitro: | May |

|                        |           |                                        |
| Koivisto 64’ Green 76’ | Marcatori | 34’ Vanhaevermaet 51’ Rose 83’ Primmer |

### FA Women's League Cup
| Arbitro: | Benn |

|  |           |              |
|  | Marcatori | 45’ Connolly |

| Crawley 17 novembre 2021, ore 19:00 UTC+0 Gruppo E - 2ª giornata | Brighton & Hove | 0 – 1 referto | London City Lionesses | Broadfield Stadium |
| \| \| \| \| \| \| Marcatori \| 51’ Muya \|                       |                 |               |                       |                    |
|                                                                  |                 |               |                       |                    |
|                                                                  | Marcatori       | 51’ Muya      |                       |                    |

| Dagenham 15 dicembre 2021, ore 19:30 UTC+0 Gruppo E - 3ª giornata        | West Ham  | 3 – 0 referto | Brighton & Hove | Victoria Road |
| \| \| \| \| \| Longhurst 26’ Filis 40’ Svitková 90+4’ \| Marcatori \| \| |           |               |                 |               |
|                                                                          |           |               |                 |               |
| Longhurst 26’ Filis 40’ Svitková 90+4’                                   | Marcatori |               |                 |               |

## Statistiche

### Statistiche di squadra
| Competizione            | Punti | In casa | In casa | In casa | In casa | In casa | In casa | In trasferta | In trasferta | In trasferta | In trasferta | In trasferta | In trasferta | Totale | Totale | Totale | Totale | Totale | Totale | DR  |
| Competizione            | Punti | G       | V       | N       | P       | Gf      | Gs      | G            | V            | N            | P            | Gf           | Gs           | G      | V      | N      | P      | Gf     | Gs     | DR  |
| ----------------------- | ----- | ------- | ------- | ------- | ------- | ------- | ------- | ------------ | ------------ | ------------ | ------------ | ------------ | ------------ | ------ | ------ | ------ | ------ | ------ | ------ | --- |
| FA Women's Super League | 26    | 11      | 4       | 2       | 5       | 11      | 18      | 11           | 4            | 0            | 7            | 13           | 20           | 22     | 8      | 2      | 12     | 24     | 38     | -14 |
| FA Women's Cup          | -     | 1       | 0       | 0       | 1       | 2       | 3       | 0            | 0            | 0            | 0            | 0            | 0            | 1      | 0      | 0      | 1      | 2      | 3      | -1  |
| FA Women's League Cup   | -     | 1       | 0       | 0       | 1       | 0       | 1       | 2            | 1            | 0            | 1            | 1            | 3            | 3      | 1      | 0      | 2      | 1      | 4      | -3  |
| Totale                  | -     | 13      | 4       | 2       | 7       | 13      | 22      | 13           | 5            | 0            | 8            | 14           | 23           | 26     | 9      | 2      | 14     | 27     | 45     | -18 |

### Andamento in campionato
| Giornata  | 1 | 2 | 3 | 4 | 5 | 6 | 7 | 8 | 9 | 10 | 11 | 12 | 13 | 14 | 15 | 16 | 17 | 18 | 19 | 20 | 21 | 22 |
| --------- | - | - | - | - | - | - | - | - | - | -- | -- | -- | -- | -- | -- | -- | -- | -- | -- | -- | -- | -- |
| Luogo     | C | T | C | T | C | T | C | T | C | T  | C  | T  | C  | T  | C  | T  | C  | T  | T  | C  | T  | C  |
| Risultato | V | V | P | P | V | V | V | P | P | P  | P  | P  | N  | P  | V  | V  | P  | V  | P  | P  | P  | N  |
| Posizione | 1 | 1 | 4 | 7 | 7 | 6 | 3 | 3 | 4 | 7  | 9  | 9  | 9  | 8  | 8  | 7  | 8  | 6  | 6  | 7  | 7  | 7  |

Legenda:

Luogo: C = Casa; T = Trasferta. Risultato: V = Vittoria; N = Pareggio; P = Sconfitta.

### Statistiche delle giocatrici
| Giocatore        | FA Women's Super League | FA Women's Super League | FA Women's Super League | FA Women's Super League | FA Women's Cup | FA Women's Cup | FA Women's Cup | FA Women's Cup | FA Women's League Cup | FA Women's League Cup | FA Women's League Cup | FA Women's League Cup | Totale   | Totale | Totale      | Totale     |
| Giocatore        | Presenze                | Reti                    | Ammonizioni             | Espulsioni              | Presenze       | Reti           | Ammonizioni    | Espulsioni     | Presenze              | Reti                  | Ammonizioni           | Espulsioni            | Presenze | Reti   | Ammonizioni | Espulsioni |
| ---------------- | ----------------------- | ----------------------- | ----------------------- | ----------------------- | -------------- | -------------- | -------------- | -------------- | --------------------- | --------------------- | --------------------- | --------------------- | -------- | ------ | ----------- | ---------- |
| F. Angel         | -                       | -                       | -                       | -                       | -              | -              | -              | -              | 1                     | -3                    | 0                     | 0                     | 1        | -3     | 0           | 0          |
| R. Babajide      | 3                       | 0                       | 0                       | 0                       | -              | -              | -              | -              | 1                     | 0                     | 0                     | 0                     | 4        | 0      | 0           | 0          |
| L. Bance         | 3                       | 0                       | 0                       | 0                       | 1              | 0              | 0              | 0              | 3                     | 0                     | 0                     | 0                     | 7        | 0      | 0           | 0          |
| D. Bowman        | 2                       | 0                       | 0                       | 0                       | 1              | 0              | 0              | 0              | 1                     | 0                     | 0                     | 0                     | 4        | 0      | 0           | 0          |
| E. Brazil        | 19                      | 0                       | 1                       | 0                       | 1              | 0              | 0              | 0              | 2                     | 0                     | 0                     | 0                     | 22       | 0      | 1           | 0          |
| D. Carter        | 21                      | 2                       | 2                       | 0                       | 0              | 0              | 0              | 0              | 0                     | 0                     | 0                     | 0                     | 21       | 2      | 2           | 0          |
| M. Connolly      | 20                      | 0                       | 1                       | 0                       | 1              | 0              | 0              | 0              | 3                     | 1                     | 0                     | 0                     | 24       | 1      | 1           | 0          |
| L. Cordier       | 0                       | 0                       | 0                       | 0                       | -              | -              | -              | -              | 2                     | 0                     | 0                     | 0                     | 2        | 0      | 0           | 0          |
| F. Gibbons       | 15                      | 0                       | 0                       | 0                       | 1              | 0              | 0              | 0              | 2                     | 0                     | 0                     | 0                     | 18       | 0      | 0           | 0          |
| K. Green         | 18                      | 3                       | 2                       | 0                       | 1              | 1              | 0              | 0              | 1                     | 0                     | 0                     | 0                     | 20       | 4      | 2           | 0          |
| I. Kaagman       | 20                      | 4                       | 2                       | 0                       | 0              | 0              | 0              | 0              | 2                     | 0                     | 0                     | 0                     | 22       | 4      | 2           | 0          |
| D. Kerkdijk      | 20                      | 0                       | 1                       | 0                       | 0              | 0              | 0              | 0              | 1                     | 0                     | 0                     | 0                     | 21       | 0      | 1           | 0          |
| E. Koivisto      | 22                      | 3                       | 1                       | 0                       | 1              | 1              | 0              | 0              | 3                     | 0                     | 0                     | 0                     | 26       | 4      | 1           | 0          |
| E. Kullberg      | 13                      | 0                       | 1                       | 0                       | 1              | 0              | 0              | 0              | -                     | -                     | -                     | -                     | 14       | 0      | 1           | 0          |
| M. Le Tissier    | 22                      | 1                       | 3                       | 0                       | 1              | 0              | 1              | 0              | 3                     | 0                     | 0                     | 0                     | 26       | 1      | 4           | 0          |
| G.M. Lee         | 16                      | 2                       | 0                       | 0                       | -              | -              | -              | -              | 3                     | 0                     | 0                     | 0                     | 19       | 2      | 0           | 0          |
| F. Nokuthula     | 0                       | 0                       | 0                       | 0                       | -              | -              | -              | -              | 1                     | 0                     | 0                     | 0                     | 1        | 0      | 0           | 0          |
| K. Robinson      | 6                       | 0                       | 0                       | 0                       | -              | -              | -              | -              | 3                     | 0                     | 0                     | 0                     | 9        | 0      | 0           | 0          |
| E. Simpkins      | 12                      | 0                       | 3                       | 0                       | 1              | 0              | 0              | 0              | 1                     | 0                     | 0                     | 0                     | 14       | 0      | 3           | 0          |
| K. Startup       | 2                       | -1                      | 0                       | 0                       | 0              | 0              | 0              | 0              | -                     | -                     | -                     | -                     | 2        | -1     | 0           | 0          |
| F. Stenson       | 0                       | 0                       | 0                       | 0                       | -              | -              | -              | -              | -                     | -                     | -                     | -                     | 0        | 0      | 0           | 0          |
| M. Symonds       | 16                      | 1                       | 2                       | 0                       | 1              | 0              | 0              | 0              | 3                     | 0                     | 1                     | 0                     | 20       | 1      | 3           | 0          |
| M. Walsh         | 20                      | -37                     | 1                       | 0                       | 1              | -3             | 0              | 0              | 3                     | -4                    | 0                     | 0                     | 24       | -44    | 1           | 0          |
| A. Whelan        | 22                      | 4                       | 2                       | 0                       | 1              | 0              | 0              | 0              | 3                     | 0                     | 0                     | 0                     | 26       | 4      | 2           | 0          |
| V. Williams      | 21                      | 2                       | 3                       | 0                       | 0              | 0              | 0              | 0              | 3                     | 0                     | 1                     | 0                     | 24       | 2      | 4           | 0          |
| J. Zigiotti Olme | 11                      | 2                       | 0                       | 0                       | 1              | 0              | 0              | 0              | -                     | -                     | -                     | -                     | 12       | 2      | 0           | 0          |